# Phou Bia
Phou Bia (tiếng Lào: ພູເບັ້ຍ) là ngọn núi cao nhất tại Lào và nằm trên dãy Trường Sơn, ở phần giới hạn phía nam của cao nguyên Xiengkhuang thuộc tỉnh Xiengkhuang (Xiêng Khoảng). Do có cao độ lớn, ngọn núi có khí hậu lạnh và hầu như bị mây mù bao phủ.

## Lịch sử
Mặc dù chưa từng ghi nhận được hiện tượng tuyết rơi trong nhiều thập kỷ, song Phou Bia từng được ghi chép là đã tuyết rơi muộn nhất là từ đầu thế kỷ 20 trên đỉnh núi. Vào ngày 10 tháng 4 năm 1970, một máy bay C-130A của Air America đã đâm vào ngọn núi.
Khu vực quanh núi khá hẻo lánh, được rừng rậm bao phủ, và từng được câc du kích người H'Mông dùng làm căn cứ. Vào thập niên 1970, khoảng 60.000 người H'Mông được sự trợ giúp của hoạt động "Điều không tiền chiến Con quạ" (Raven Forward Air Controllers, FAC) đã đến ẩn náu tại khối núi Phou Bia. Có ghi nhận rằng vẫn còn một nhóm nhỏ người H'Mông vẫn còn ẩn náu trong khu vực cho đến năm 2006.
Phou Bia nằm trong một khu quân sự hạn chế gần căn cứ không quân bỏ hoang Long Cheng, và do vậy có ít du khách bên ngoài. Các loại vũ khí chưa phát nổ cũng góp phần cản trở việc tiếp cận. Đến tháng 7 năm 2008, đã không có một người nước ngoài nào leo lên núi trong vòng 30 năm.